# Ушатов, Кирилл Андреевич
Кирилл Андреевич Уша́тов (род. 24 января 2000, Москва) — российский футболист, полузащитник московской «Родины».

## Биография
Воспитанник СДЮСШОР-94 «Строгино» и академии ФК «Родина» Москва. В феврале 2017 года стал игроком клуба ПФЛ «Долгопрудный». За 2,5 сезона провёл шесть матчей во Втором дивизионе и кубке, забил один гол.
Перед сезоном 2020/21 перешёл в ФК «Тверь», где за два сезона сыграл 48 матчей и забил семь голов.
Летом 2022 года вместе с тренером Вадимом Гараниным и рядом игроков перешёл в клуб РПЛ «Сочи», дебютировал в первом туре 17 июля — в гостевой игре против «Торпедо» (3:1) вышел на замену после перерыва.
8 октября 2022 года совершил свои первые результативные действия за «Сочи», отдав две голевые передачи в матче чемпионата с «Локомотивом» (4:0).
В феврале 2023 года был арендован «Енисеем», выступающим в Первой лиге, который ранее возглавил Гаранин. Сыграл 11 матчей, в том числе поучаствовал в переходных играх за право играть в РПЛ против воронежского «Факела». 
В июне 2023 года покинул команду в связи с истечением срока аренды, после чего отправился в новую аренду — в астраханский «Волгарь», также играющий в Первой лиге.
28 августа 2024 года был выкуплен «Енисеем» из Первой лиги. 22 марта 2025 год в матче чемпионата против «Нефтехимика» забил дебютный гол за клуб.
В июле 2025 года перешёл в московскую «Родину», также выступающую в Первом дивизионе.

## Статистика выступлений

### Клубная
| Выступление      | Выступление      | Выступление      | Лига | Лига | Кубки | Кубки | Прочие | Прочие | Итого | Итого |
| Клуб             | Лига             | Сезон            | Игры | Голы | Игры  | Голы  | Игры   | Голы   | Игры  | Голы  |
| ---------------- | ---------------- | ---------------- | ---- | ---- | ----- | ----- | ------ | ------ | ----- | ----- |
| Долгопрудный     | ПФЛ              | 2017/18          | 2    | 1    | —     | —     | —      | —      | 2     | 1     |
| Долгопрудный     | ПФЛ              | 2018/19          | 2    | 0    | —     | —     | —      | —      | 2     | 0     |
| Долгопрудный     | ПФЛ              | 2019/20          | 1    | 0    | 1     | 0     | —      | —      | 2     | 0     |
| Долгопрудный     | Итого            | Итого            | 5    | 1    | 1     | 0     | —      | —      | 6     | 1     |
| Тверь            | ФНЛ-2            | 2020/21          | 21   | 3    | —     | —     | —      | —      | 21    | 3     |
| Тверь            | ФНЛ-2            | 2021/22          | 26   | 4    | 1     | 0     | —      | —      | 27    | 4     |
| Тверь            | Итого            | Итого            | 47   | 7    | 1     | 0     | —      | —      | 48    | 7     |
| Сочи             | Премьер-лига     | 2022/23          | 7    | 0    | 4     | 0     | —      | —      | 11    | 0     |
| Сочи             | Итого            | Итого            | 7    | 0    | 4     | 0     | —      | —      | 11    | 0     |
| → Енисей         | Первая лига      | 2022/23          | 9    | 0    | —     | —     | 2      | 0      | 11    | 0     |
| → Енисей         | Итого            | Итого            | 9    | 0    | —     | —     | 2      | 0      | 11    | 0     |
| → Волгарь        | Первая лига      | 2023/24          | 8    | 0    | 0     | 0     | —      | —      | 8     | 0     |
| → Волгарь        | Итого            | Итого            | 8    | 0    | 0     | 0     | —      | —      | 8     | 0     |
| Всего за карьеру | Всего за карьеру | Всего за карьеру | 76   | 8    | 6     | 0     | 2      | 0      | 84    | 8     |